# Stade Ahmadou-Ahidjo

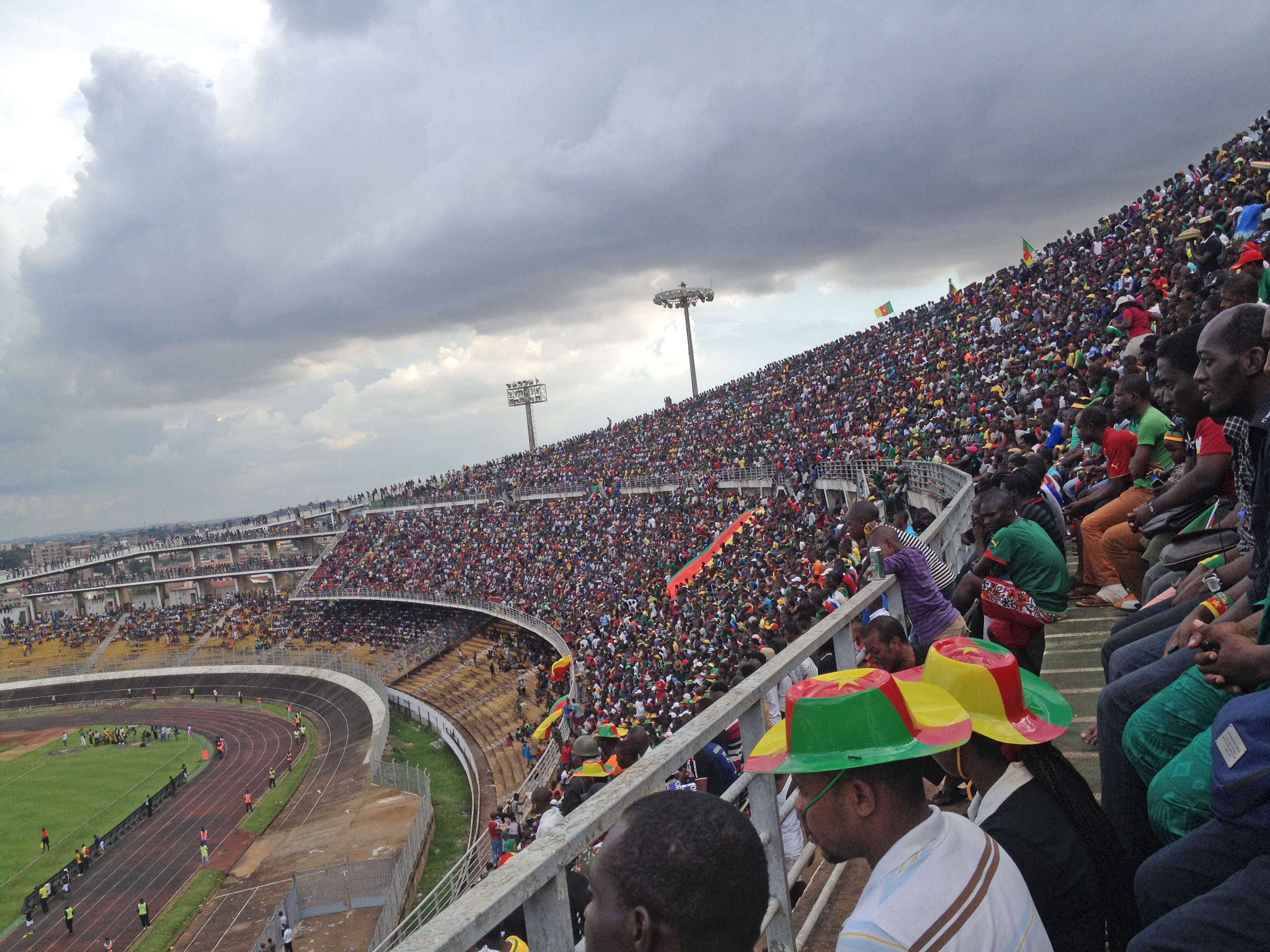
Stade Ahmadou Ahidjo 2014

Le stade Ahmadou Ahidjo est un stade omnisports situé à Yaoundé au Cameroun. Il est construit en 1972, situé dans le quartier de Mfandena, commune d'arrondissement de Yaoundé V.
D'une capacité de 40 000 places assises après sa rénovation de novembre 2016, il accueille les matchs de l'équipe du Cameroun de football, ainsi que les matchs du grand club de la capitale, le Canon Yaoundé.
Ce stade accueillit en 1988 le Jubilé Roger Milla.

## Histoire

### Écroulement lors des travaux le 12 mai 2016
Le 12 mai 2016, à 9h du matin, une tribune de l’entrée du nouveau vestiaire du stade s’est écroulée, alors que le stade fait l'objet de travaux pour accueillir la CAN 2016 féminine et la CAN 2019 masculine. 
Le coffrage du tunnel en construction par Arab Contractor devant servir d’entrée présidentielle a lâché et le talus de terre a recouvert les ouvriers. Un ouvrier meurt enseveli, deux de ses collègues sont blessés, un quatrième s'est sauvé à temps. Les jeunes hommes ont été conduits à l’hôpital de la Caisse nationale de prévoyance sociale de Yaoundé.

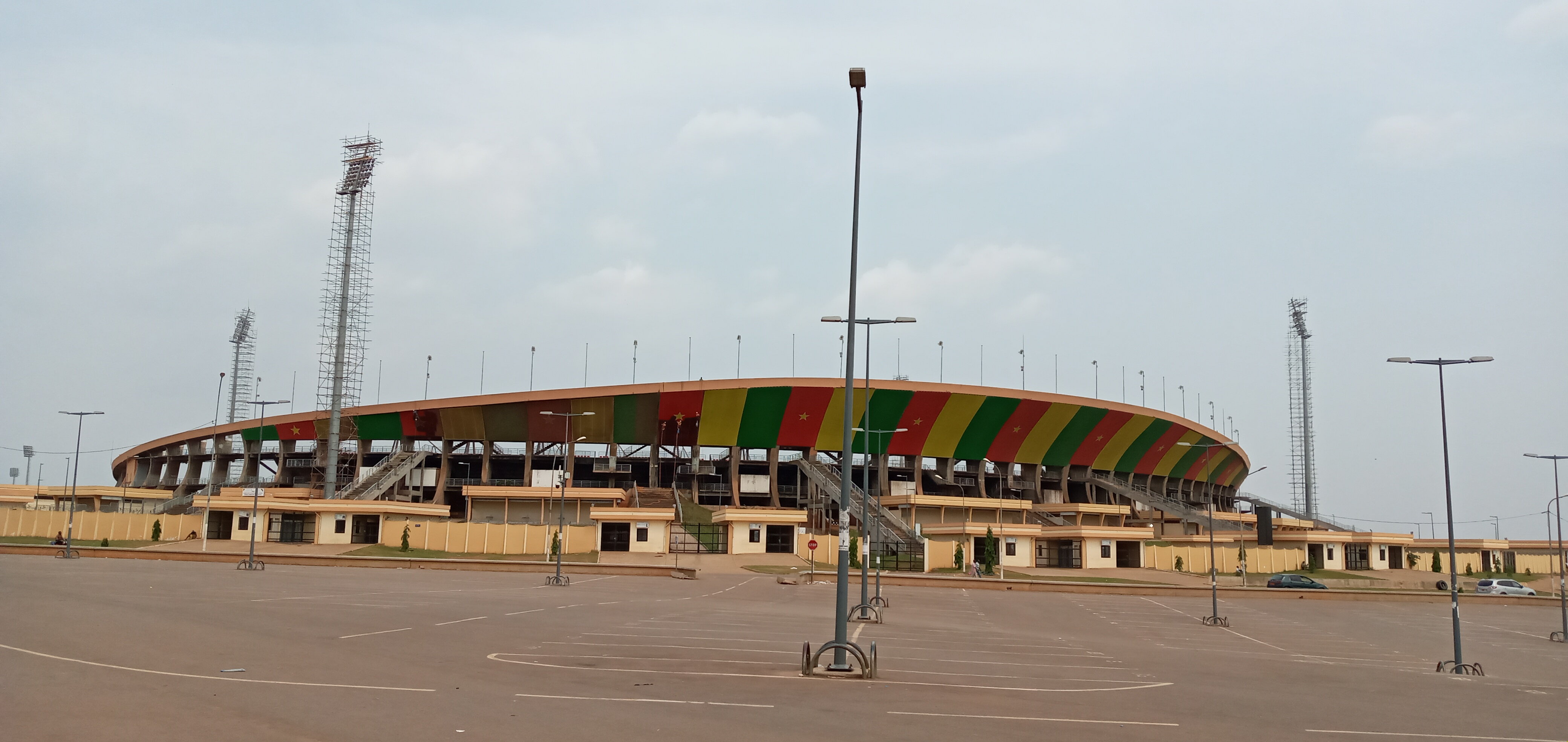

## Le stade
| \| 500 km1:18 610 000 \| Olembe (60 000) Ahmadou-Ahidjo(40 000) Japoma (50 000) Roumdé Adjia (25 000) Bafoussam (Kouekong) (20 000) Limbé (20 000) Réunification (39 000) |
| 500 km1:18 610 000 |

| 500 km1:18 610 000 |

| Stades principaux existants  |
| (40 000) Capacités d'accueil |

### Événements
- Coupe d'Afrique des nations de football 1972
- Championnats d'Afrique d'athlétisme 1996
- Coupe d'Afrique des nations féminine de football 2016